# Furusawaia
Furusawaia is een geslacht van kevers uit de familie bladkevers (Chrysomelidae).
De wetenschappelijke naam van het geslacht werd in 1962 gepubliceerd door Chûjô.

## Soorten
- Furusawaia yosonis Chujo, 1962